# Knodus shinahota
Knodus shinahota är en fiskart som beskrevs av Ferreira och Hernandez Servando Carvajal 2007. Knodus shinahota ingår i släktet Knodus och familjen Characidae. Inga underarter finns listade i Catalogue of Life.